# Dietrich Wagler
Dietrich Wagler (* 1940 in Mildenau) ist ein deutscher Organist.

## Leben
Dietrich Wagler stammt aus dem Erzgebirge und besuchte die Kirchenmusikschulen in Dresden und in Halle (Saale) sowie die Hochschule für Musik Franz Liszt Weimar. 1974 erhielt er den ersten Preis beim Improvisationswettbewerb der „Thüringer Bachtage 1974“.
Von 1976 bis 1986 war er Kantor und Organist an der evangelisch-lutherischen Georgenkirche in Glauchau. Anschließend wechselte er an den Dom der Bergstadt Freiberg, wo er zudem als Kirchenmusikdirektor wirkte. In beiden Kirchen bespielte er die dortigen Silbermannorgeln. Mehrere seiner Orgelkonzerte wurden im Rundfunk und Fernsehen übertragen und erschienen auf CD.
Neben dieser beruflichen Tätigkeit unterrichtete Dietrich Wagler von 1982 bis 1985 Improvisation und künstlerisches Orgelspiel an der Kirchenmusikschule Halle. 1986 erfolgte sein Wechsel als Dozent für Orgel und Improvisation an die Kirchenmusikschule (ab 1992 Hochschule für Kirchenmusik) Dresden.
Wagler war von November 1996 bis 2009 Präsident der Gottfried-Silbermann-Gesellschaft e.V. und von September 1999 bis 2011 künstlerischer Leiter Freibergs im ECHO-Netzwerk (Verbund europäischer Städte mit historischen Orgeln).
Am 18. September 2011 wurde er mit der Ehrenmedaille der Stadt Freiberg ausgezeichnet.